# 9839 Crabbegat
9839 Crabbegat eller 1988 CT2 är en asteroid i huvudbältet som upptäcktes den 11 februari 1988 av den belgiske astronomen Eric W. Elst vid La Silla-observatoriet. Den är uppkallad efter Crabbegat.